# Préfecture de Vlorë
La préfecture de Vlorë (en albanais : Qarku i Vlorës) est une préfecture d'Albanie. Sa capitale est Vlorë.
Elle est bordée par la Grèce au sud.

## Districts
La préfecture de Vlorë est sous-divisée en trois districts : Delvinë, Sarandë et Vlorë.

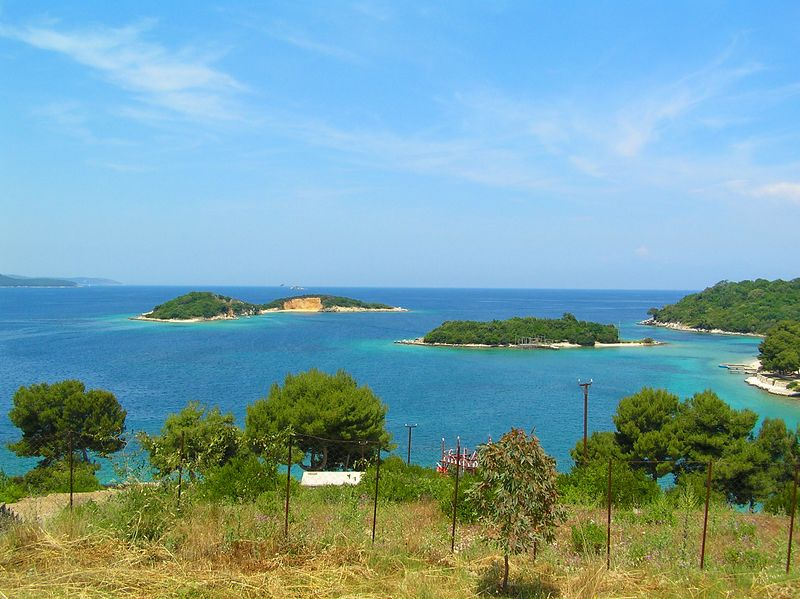
Île de Ksamil.
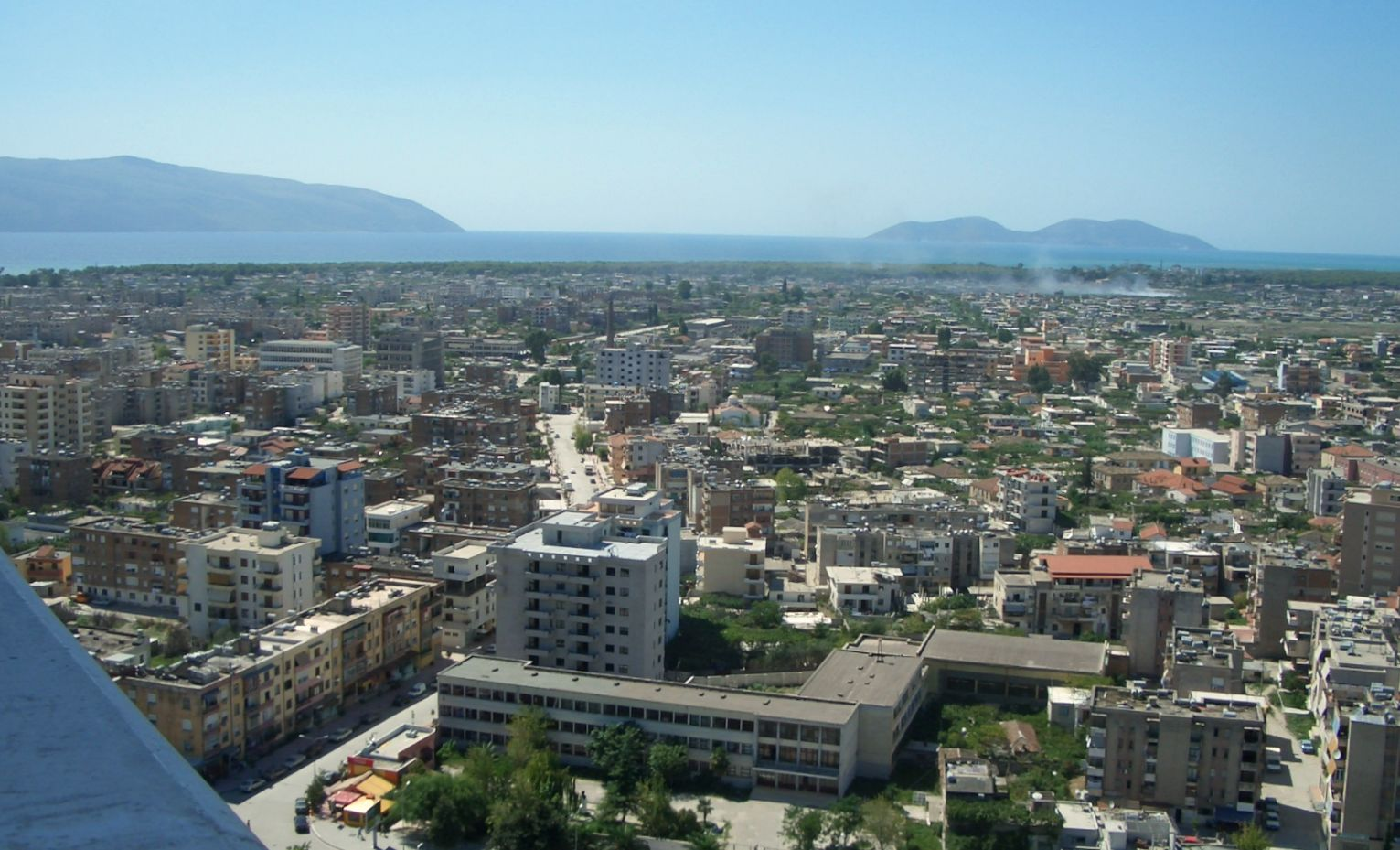
Vue de Vlorë.
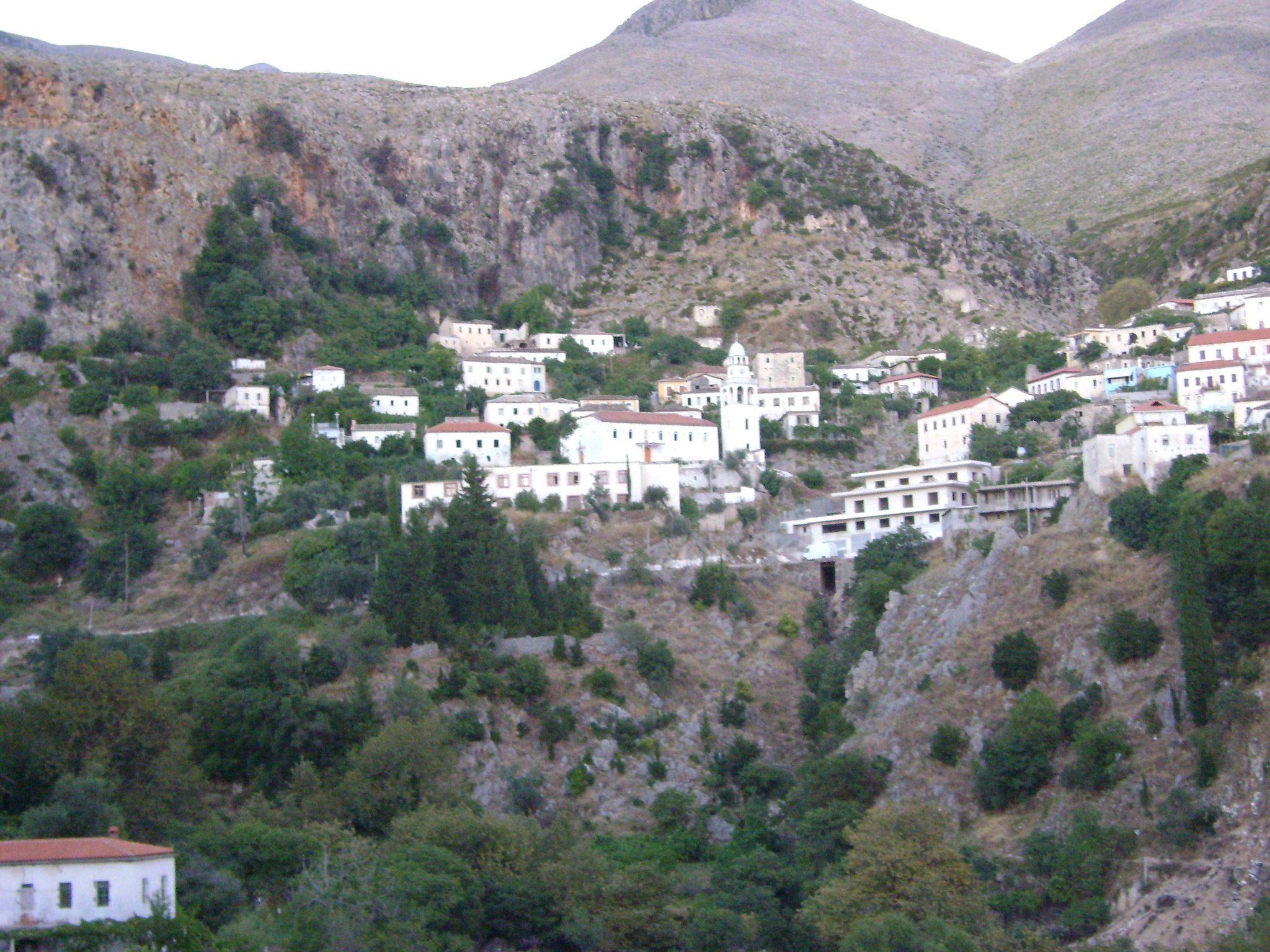
Village de Dhërmi.